# Eumera
Eumera là một chi bướm đêm thuộc họ Geometridae.

## Các loài
- Eumera decoronata
- Eumera hoeferi Wehrli, 1934
- Eumera mulier
- Eumera regina Staudinger, 1892
- Eumera transcaucasia
- Eumera turcosyrica